# Estanzuela
Estanzuela, auch als Estación La Estanzuela bezeichnet, ist eine Ortschaft in Uruguay.

## Geographie
Sie befindet sich auf dem Gebiet des Departamento Colonia in dessen Sektor 1. Estanzuela liegt einige Kilometer nordöstlich der Departamento-Hauptstadt Colonia del Sacramento und wenige Kilometer westlich von El Semillero. Südwestlich entspringt der Arroyo del General. Hier erstreckt sich auch die Cuchilla Riachuelo.

## Infrastruktur
Durch den Ort führt eine Eisenbahnlinie.

## Einwohner
Der Ort hatte bei der Volkszählung im Jahr 2011 249 Einwohner, davon 128 männliche und 121 weibliche.
| Jahr | Einwohner |
| ---- | --------- |
| 1963 | -         |
| 1975 | 255       |
| 1985 | 207       |
| 1996 | 230       |
| 2004 | 185       |
| 2011 | 249       |

Quelle: Instituto Nacional de Estadística de Uruguay